# Pandanus floribundus
Pandanus floribundus är en enhjärtbladig växtart som beskrevs av Elmer Drew Merrill och Lily May Perry. Pandanus floribundus ingår i släktet Pandanus och familjen Pandanaceae. Inga underarter finns listade.